# Siamo tutti uguali
(Siamo tutti uguali)
Siamo tutti uguali è un singolo del rapper e cantautore italiano Dargen D'Amico, con la collaborazione di Andrea Volonté dei Fratelli Calafuria, secondo estratto dall'album del rapper Vivere aiuta a non morire. Il singolo è stato reso disponibile per il download digitale il 12 marzo 2013 e il video ufficiale del brano è uscito il 19 marzo sul canale YouTube dell'artista.
Insieme al singolo ufficiale sono disponibili gratuitamente due remix del brano.

## Il brano
Il brano, musicalmente, è composto da una base elettronica, discostandosi parecchio da quella del precedente singolo. Il ritornello è cantato da Andrea Volontè. Il testo tratta dell'uguaglianza tra le persone ed è quindi un brano di argomento sociale.
Come dimostra un video caricato dallo stesso Dargen D'Amico su YouTube, il brano era molto probabilmente già pronto nel novembre 2011, e si intitolava proprio Siamo tutti uguali, nonostante il rapper milanese affermasse che fosse un titolo provvisorio.

## Tracce
Download digitale
1. Siamo tutti uguali (feat. Andrea Volontè)
2. Siamo tutti uguali (feat. Andrea Volontè) [Mastermind Vs. Kermit Remix]
3. Siamo tutti uguali (feat. Andrea Volontè) [Reggaeton mix]